# Serge Haroche
Serge Haroche (født 11. september 1944) er en fransk fysiker, der modtog nobelprisen i fysik i 2012 sammen med David J. Wineland for " banebrydende eksperimentelle metoder der muliggøre måling og manipulation af individuelle kvantemekaniske systemer", et studie af lystpartiklen, foton. Dette og hans andet arbejde udviklede laserspektroskopi. Siden 2001 har Haroche været professor op Collège de France og han er formand for kvantefysik på uddannelsesinstitutionen.
Haroche blev ph.d. i fysik i 1971 fra University of Paris VI; hans forskning var blevet udført under Claude Cohen-Tannoudji.